# 파업파괴자

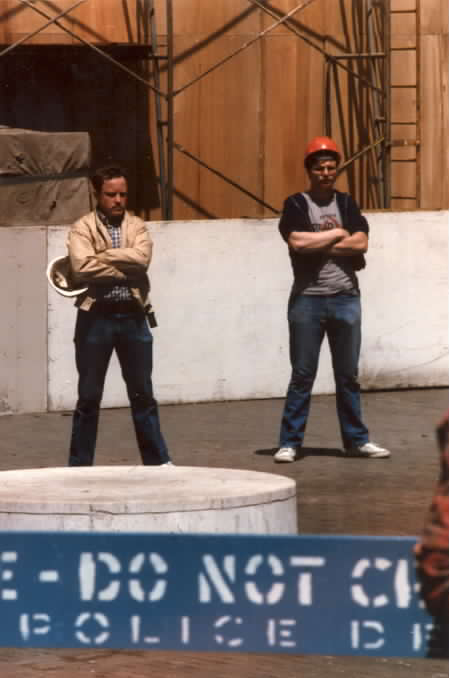
1986년 시카고 트리뷴 파업 때의 구사대.

파업파괴자(罷業破壞者, 영어: strikebreaker, scab, blackleg, knobstick) 또는 때때로 구사대(求社隊)는 파업이 진행 중일 때 파업에 참여하지 않고 노동하는 사람을 말한다. 원래부터 기업에 채용되어 있던 개인이 노동조합에 동의할 수 없어서 파업에 불참하는 경우도 있고, 사측에서 파업을 좌절시키기 위해 외부 인력을 일시적으로 고용해 오기도 한다.

## 같이 보기
- 몰리 맥과이어스